# Magistrale européenne

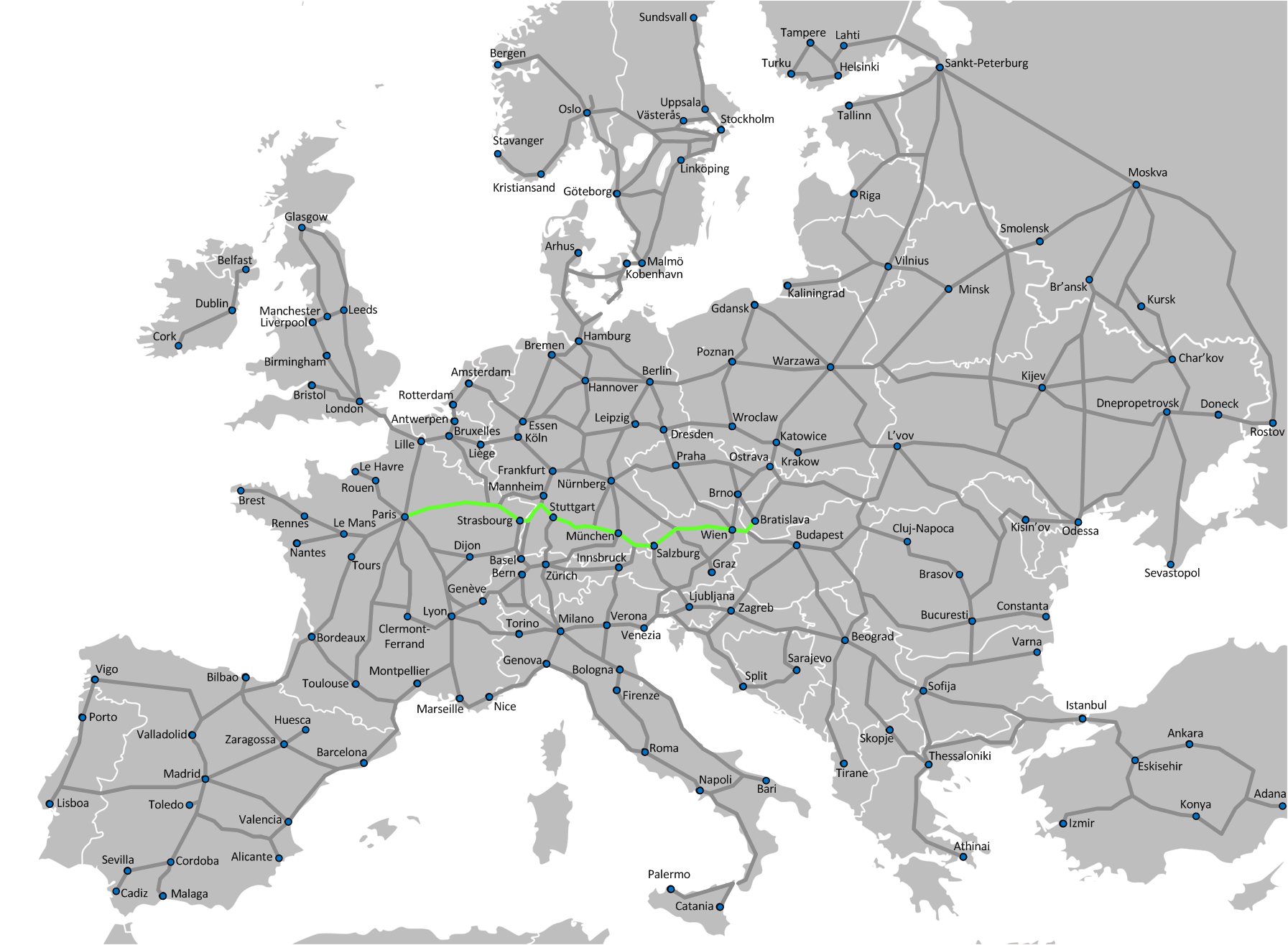
Carte indiquant la liaison ferroviaire à grande vitesse Paris - Bratislava.

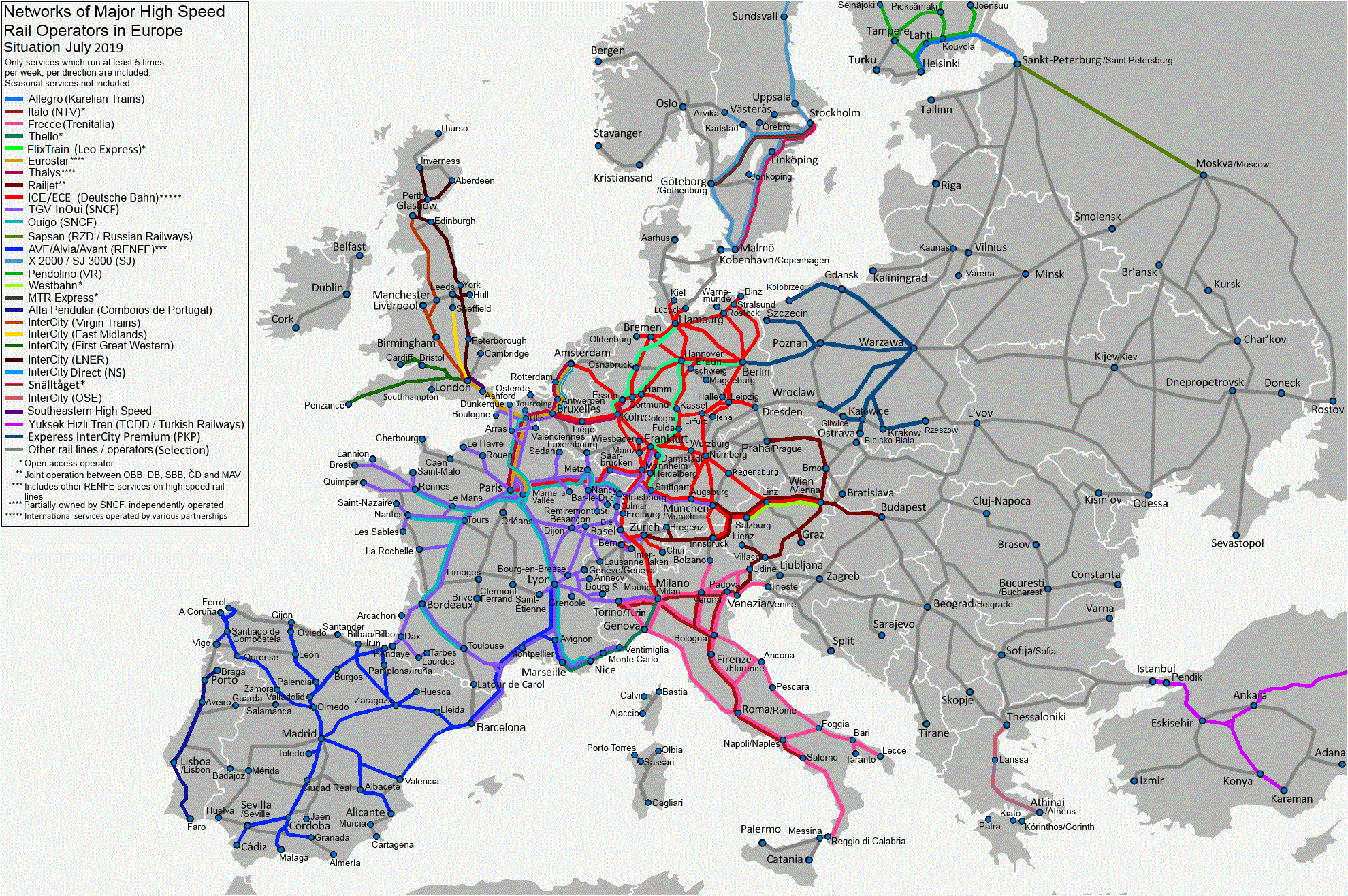
Principaux opérateurs sur les différentes lignes à grande vitesse en Europe en 2018, dont la magistrale.

 (juin 2017).
Si vous disposez d'ouvrages ou d'articles de référence ou si vous connaissez des sites web de qualité traitant du thème abordé ici, merci de compléter l'article en donnant les références utiles à sa vérifiabilité et en les liant à la section « Notes et références ».
- Vitesse opérationnelle max 310-320 km/h
- Vitesse opérationnelle max 270-300 km/h
- Vitesse opérationnelle max 240-260 km/h
- Vitesse opérationnelle max 200-230 km/h
- En construction avec vitesse opérationnelle max ≥ 200 km/h
- Vitesse opérationnelle max < 200 km/h

La Magistrale européenne est un projet de ligne à grande vitesse entre Paris et Bratislava, puis Budapest.
Ce projet transeuropéen est quasiment identique au projet no 17 (Paris - Bratislava) de la convention sur le réseau transeuropéen de transport adoptée en 1996, à ceci près qu'il est effectivement commencé. Budapest se trouvera ainsi à l'est de cette ligne transeuropéenne.

## Objectifs
Le but de cette magistrale est de relier 34 millions d'Européens de cinq États différents par une ligne ferroviaire à grande vitesse.
La ligne devrait desservir les villes de :
- France : Paris - Strasbourg ;
- Allemagne : Karlsruhe - Stuttgart - Ulm - Augsbourg - Munich ;
- Autriche : Salzbourg - Linz - Sankt Pölten - Vienne ;
- Slovaquie : Bratislava ;
- Hongrie : Győr - Budapest.

Le trajet entre Paris et Vienne a été assuré sous l'appellation Orient-Express jusqu'en 2009, deux ans après la suspension de son exploitation par la SNCF. En 2022, seuls les ÖBB avec leurs trains de nuit Nightjet effectuent une liaison directe entre Paris et Vienne.

## Coordination européenne
Le 20 juillet 2005, l'Union européenne a nommé le Hongrois Péter Balázs comme coordinateur de ce projet, à l'occasion de la définition des cinq projets transeuropéens ferroviaires prioritaires. Son rôle consiste à faire en sorte que le projet se concrétise le plus rapidement possible.

## Planning

### France
Avec la mise en service le 10 juin 2007 de la LGV Est européenne entre la gare de Paris-Est et Baudrecourt, le temps de parcours entre la capitale et Strasbourg est descendu à 2 heures 17. La ligne parcourue à 320 km/h est desservie à la fois par des TGV français et par des ICE allemands.

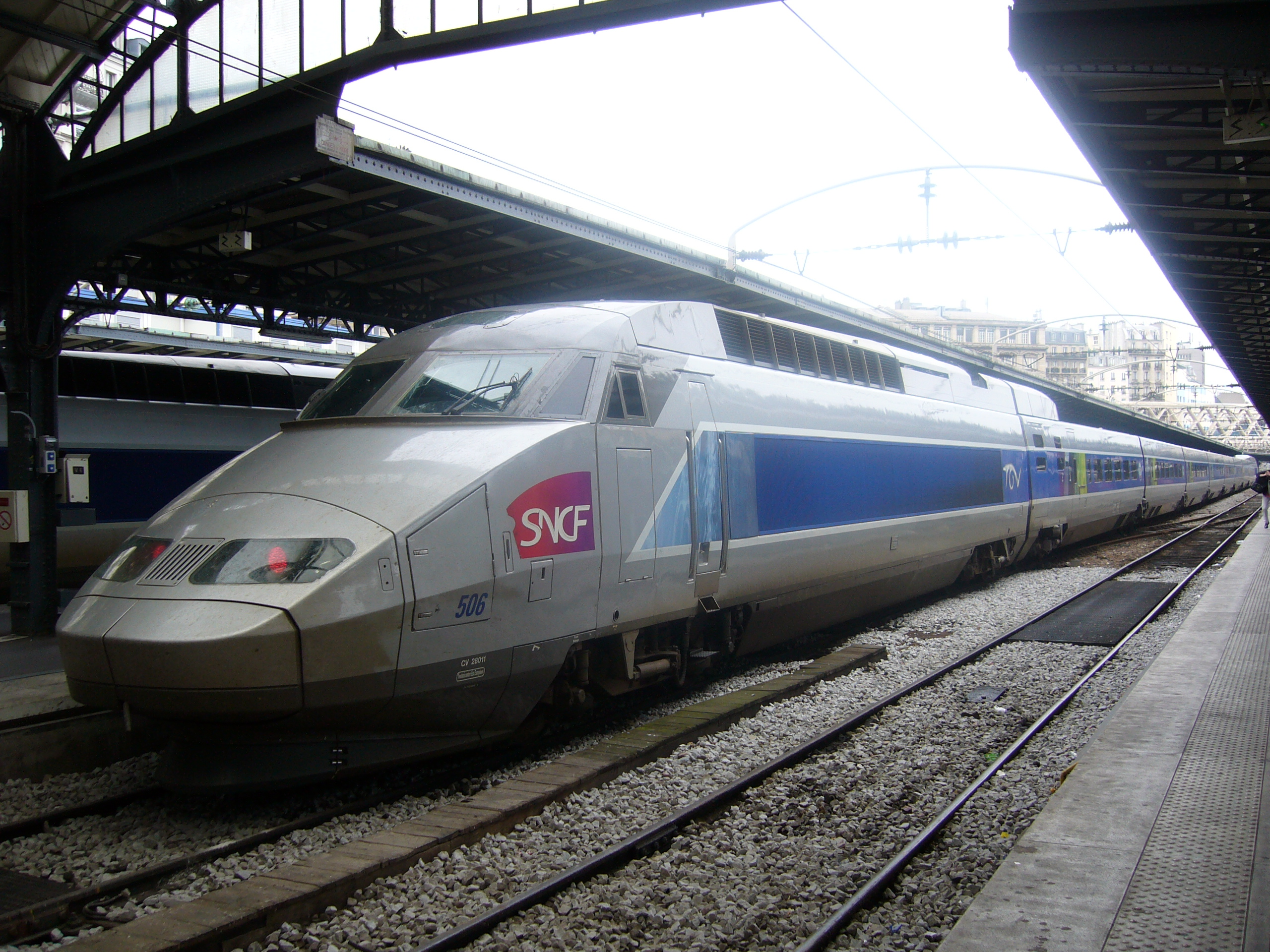
Rame TGV Réseau n°506 à Paris-Est.
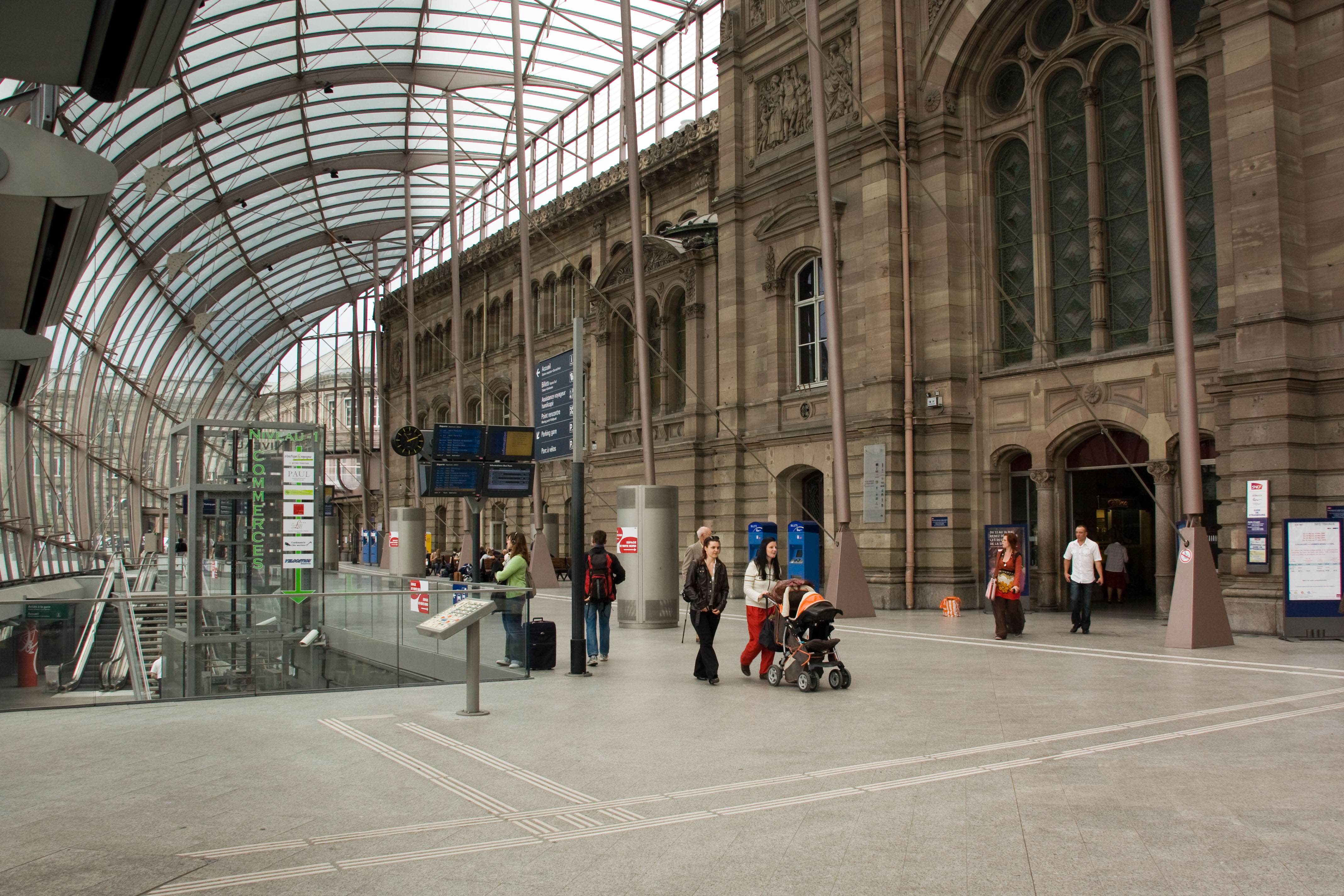
La gare de Strasbourg.

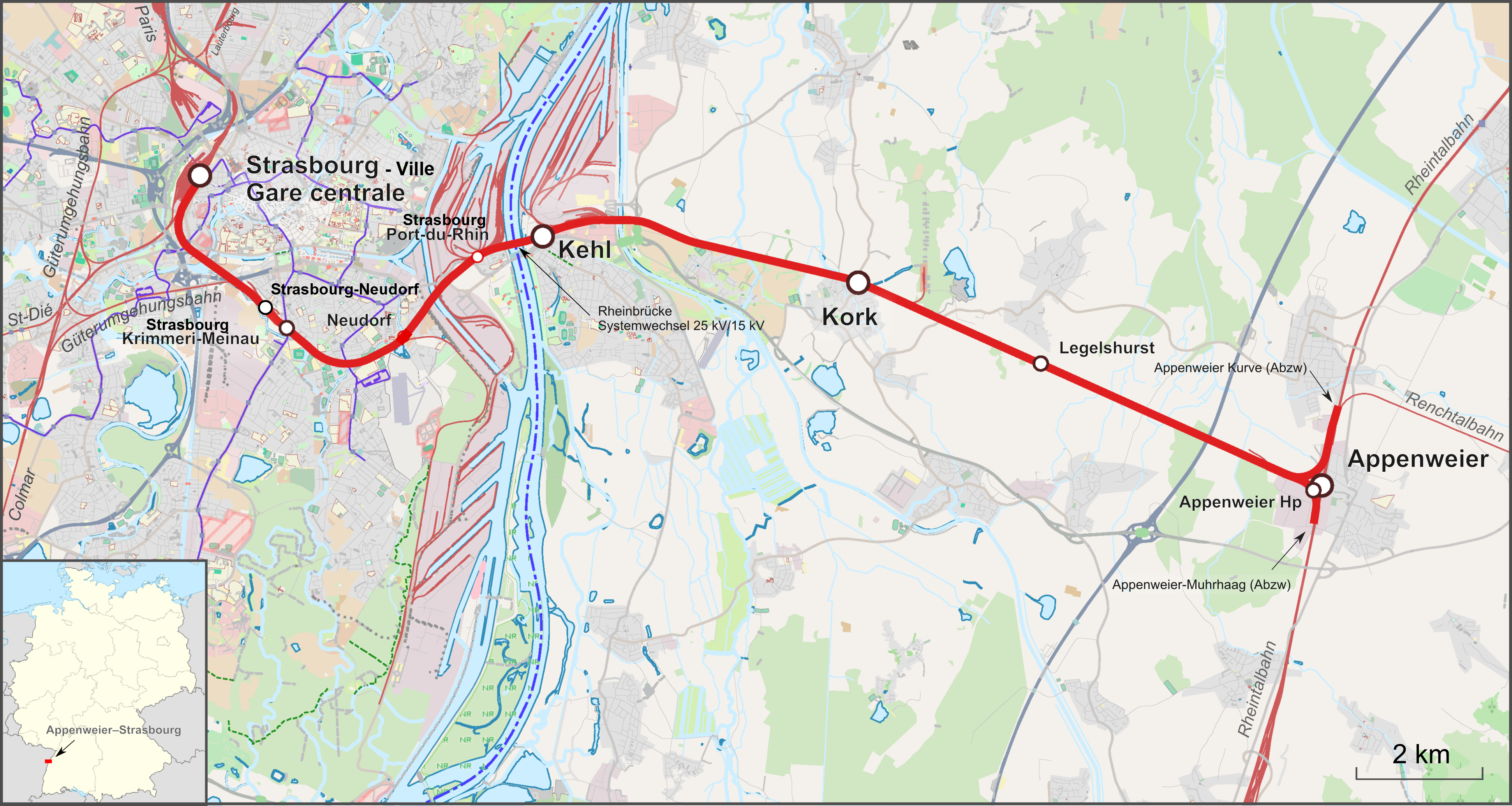
Connexion entre le réseau français et le réseau allemand par la Ligne d'Appenweier à Kehl

La mise en service complète de cette LGV, le 3 juillet 2016, jusqu'à Vendenheim (près de Strasbourg), permet de gagner une demi-heure supplémentaire sur le trajet Paris – Strasbourg, avec un temps de parcours un peu inférieur à 1 h 50 min pour certains TGV sans arrêt intermédiaire entre ces deux villes. Au cours de la connexion directe avec le réseau TGV, la gare de Strasbourg-Ville a été complètement rénovée.

### Allemagne
- lignes classiques parcourues < 200 km/h
- lignes à grande vitesse ≥ 200 km/h
- lignes à grande vitesse ≥ 250 km/h
- lignes à grande vitesse ≥ 300 km/h

Du côté allemand, la liaison Strasbourg-Munich emprunte la ligne entre la France et Appenweier, puis passe par Appenweier, Bruchsal (ligne de Mannheim à Bâle ou LGV Karlsruhe–Bâle), la LGV Mannheim - Stuttgart, Stuttgart, la LGV Stuttgart - Wendlingen, Ulm, Augsbourg, et Munich, avec une extension envisagée vers l'Est.
Strasbourg – Stuttgart
La connexion entre la gare de Strasbourg et la ligne de Mannheim à Bâle (Rheintalbahn, littéralement « chemin de fer de la vallée rhénane ») via la ligne de Kehl à Appenweier, faisant partie de l'axe ferroviaire « POS Süd » (Paris – Ostfrankreich – Süddeutschland), sera conçue afin de permettre des vitesses allant jusqu'à 200 km/h. Cela inclura la rénovation du pont ferroviaire de Kehl ainsi qu'une connexion rapide à la Rheintalbahn à Appenweier.
Le tronçon entre Appenweier et Rastatt au nord-est fait partie de la Rheintalbahn. Déjà à quatre voies, il permet de rouler à 250 km/h. Au-delà, la ligne doit rejoindre la LGV Karlsruhe–Bâle (en allemand Ausbau- und Neubaustrecke Karlsruhe–Basel), puis réutilise la Rheintalbahn jusqu'à Bruchsal. Au nord de Bruchsal se trouve une connexion avec la LGV Mannheim - Stuttgart qui peut être empruntée à 280 km/h.
Stuttgart – Munich

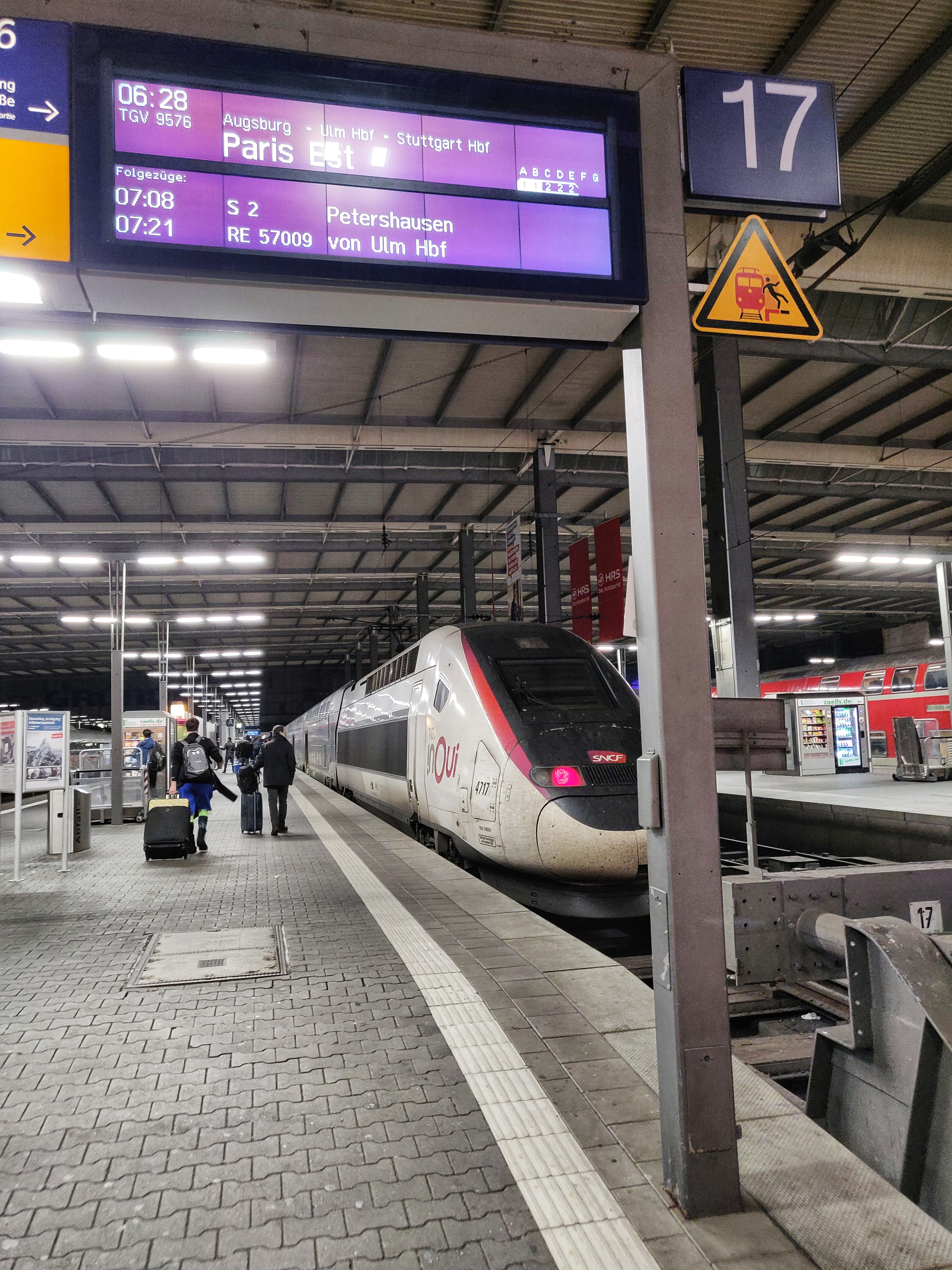
TGV inOui dans la gare centrale de Munich.
LGV Wendlingen - Ulm mise en service en 2022.

Le projet en cours de construction Stuttgart 21 inclut le creusement d'un tunnel sous la gare centrale de Stuttgart, et la transformation l'actuel terminus en gare souterraine. Entre Stuttgart, Wendlingen am Neckar et la gare centrale d'Ulm, la ligne a été inaugurée en 2022, permettant, toujours à 250 km/h, de gagner 26 minutes sur le précédent parcours. Entre Ulm et la gare centrale d'Augsbourg, la ligne existante permet de circuler entre 160 et 200 km/h. Le tronçon d'Augsbourg à Munich, inauguré en 2011, permet une vitesse de 230 km/h.
Dans la zone urbaine de Munich, le doublement de la bifurcation au niveau de la Landsberger Straße est prévu, permettant aux trains de traverser la ville directement de la gare de Pasing (à l'ouest) jusqu'à la Gare de l'Est (Ostbahnhof) en contournant la gare centrale (Hauptbahnhof) qui est de type terminus. Cette section était également utilisée par les trains de l'ancien Orient Express jusqu'en 2009. Comme à Stuttgart, un complément depuis la gare centrale était envisagé par un tunnel sous la vieille ville (München 21), mais ce projet est suspendu.
Munich – Salzbourg
Au-delà de Munich, une voie rapide doit permettre de rejoindre l'aéroport à la vitesse de 300 km/h et d'atteindre Salzbourg sur un le tronçon aménagé à 200 km/h via Mühldorf am Inn. À Freilassing, près de la frontière autrichienne, la ligne rencontre la ligne de Rosenheim à Salzbourg. Le dernier tronçon à travers la rivière Saalach comportera trois voies servant à desservir les trains du S-Bahn de Salzbourg.

### Autriche
de Salzbourg à Vienne

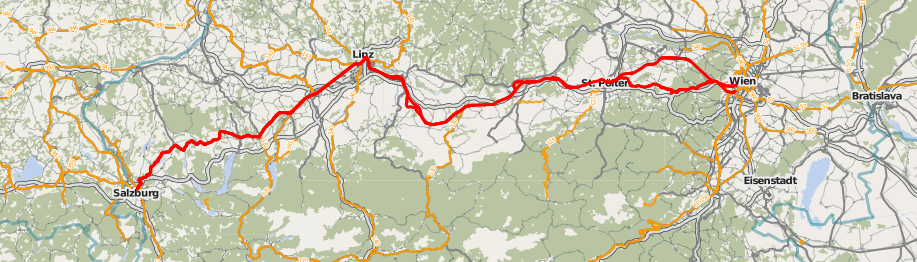
Villes entre Salzbourg et Vienne, à l'ouest de Vienne

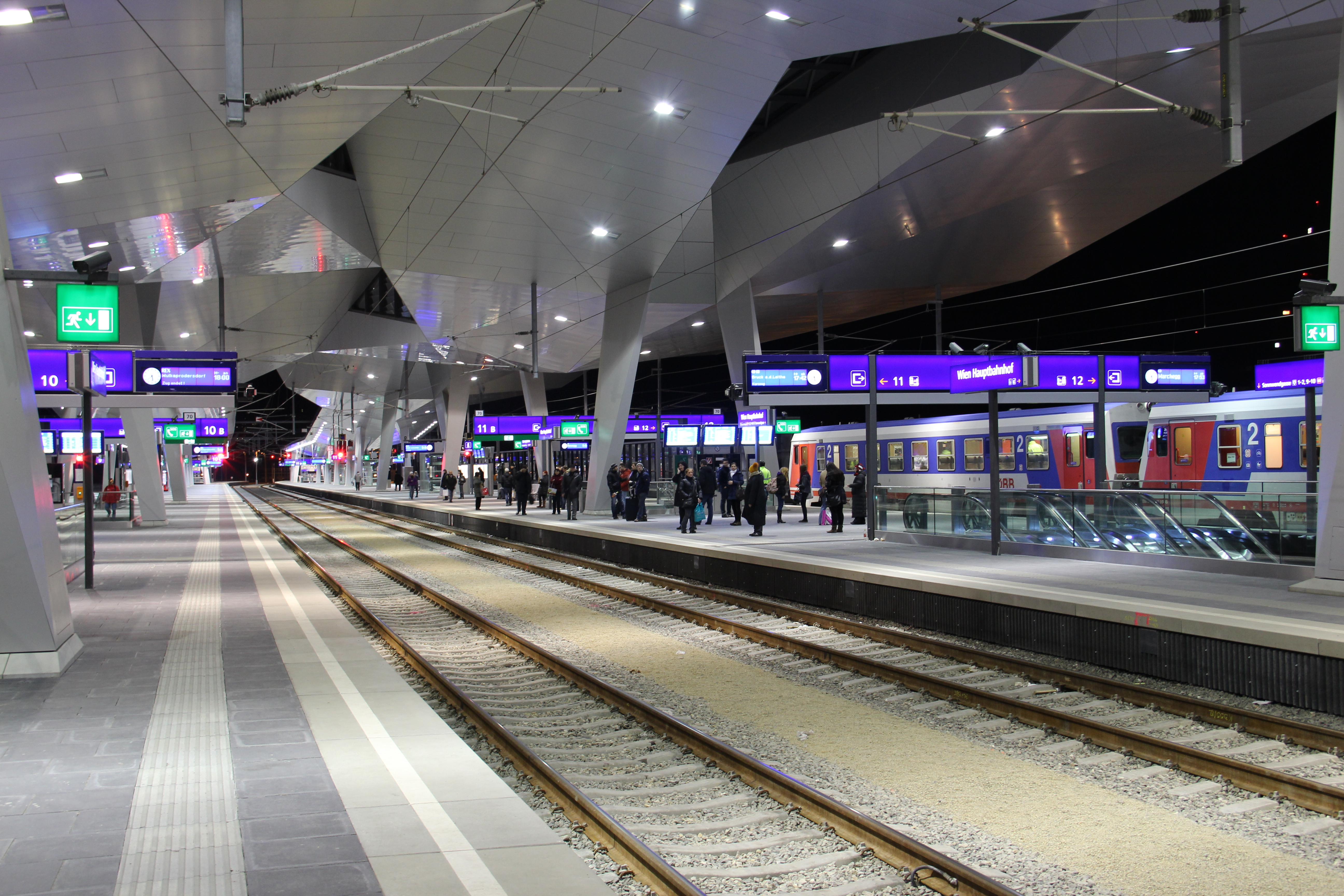
Deux quais de la nouvelle gare centrale de Vienne.

Sur la ligne de l'Ouest (Westbahn) entre les villes de Salzbourg, Linz et Vienne, le temps de parcours de chaque section devrait être réduit à moins d'une heure. Depuis décembre 2006, les voies des Chemins de fer fédéraux autrichiens (ÖBB) sont déjà empruntées par les ICE.
La partie la plus occidentale entre Salzbourg et Attnang-Puchheim doit être renouvelée par étapes ; le tronçon suivant jusqu'à Wels permet depuis octobre 2012 de circuler à une vitesse maximale de 230 km/h. Entre Linz, Sankt Pölten et Vienne, une adaptation des voies pour la grande vitesse sera également nécessaire : une nouvelle ligne (Neue Westbahn) comprenant un tronçon à travers le massif du Wienerwald est en construction, avec notamment le percement d'un tunnel de 13,5 km. Cette section était terminée en décembre 2012.
Dans la capitale, Vienne, l'ancienne gare du Sud (Südbahnhof) de type terminus fut transformée en gare passante, reliée par un tunnel de 11 km (Lainzer Tunnel inauguré en 2012) pour accélérer la traversée la ville.
de Vienne à Bratislava

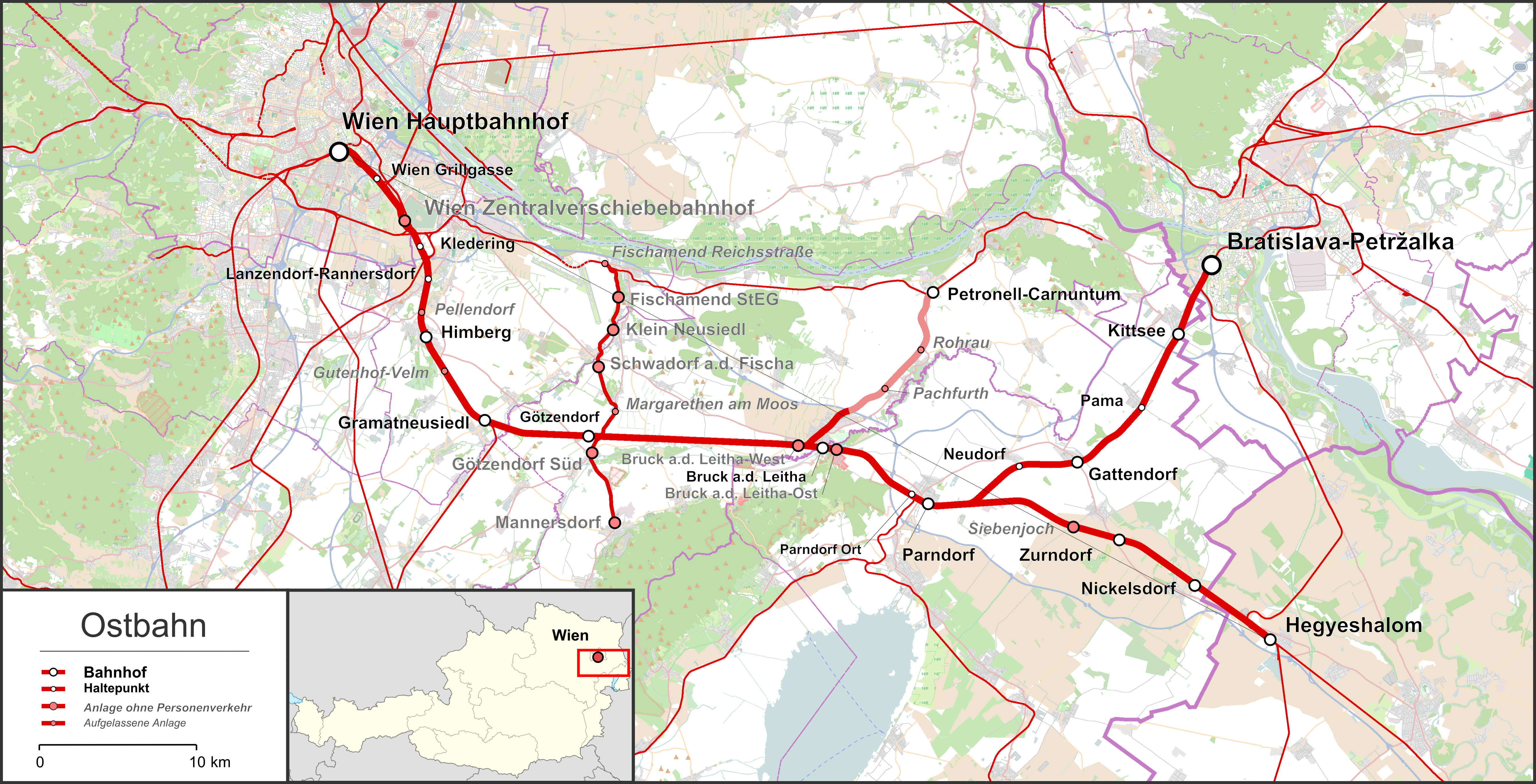
Villes à l'est de Vienne

Au-delà de Vienne, il n'existe pour le moment aucun projet pour améliorer les liaisons vers Bratislava et Budapest. Une nouvelle ligne ferroviaire doit mener le long de l'autoroute A4 via Bruck an der Leitha ; alternativement, la voie ferrée orientale via Marchegg doit être aménagée.

### Slovaquie et Hongrie
Le ministre slovaque Miroslav Lajčák a annoncé le 26 juin 2009 que son pays souhaitait construire une LGV entre 2010 et 2013, pour un coût de 475 M€, avec comme objectif de mettre Paris à environ six heures de Bratislava en 2016. Cependant, compte tenu des retards des projets, l'objectif ne sera pas réalisable à moyen terme.
La branche sud-est de la ligne passe par Győr pour atteindre la gare de Budapest-Keleti. La plus grande partie de ce tronçon permet une vitesse de 160 km/h.

## Temps de trajet
| De        | Vers              | Durée actuelle (2025) | Durée prévue | Longueur                                                      |
| --------- | ----------------- | --------------------- | ------------ | ------------------------------------------------------------- |
| Budapest  | Vienne (Meidling) | 2 h 38                | 2 h 36       | 255 km (Budapest Keleti pu - Wien Meidling)                   |
| Vienne    | Linz              | 1 h 16                | 1 h 00       | 193 km (Wien Meidling. - Linz Hbf.)                           |
| Linz      | Salzbourg         | 1 h 04                | 1 h 00       | 127 km (Linz Hbf. - Salzburg Hbf.)                            |
| Salzbourg | Munich            | 1 h 43                | 1 h 00       | 153 km (Salzburg Hbf. - München Hbf.)                         |
| Munich    | Paris             | 5 h 42                | 4 h 45       | 922 km (München Hbf. - Paris-Est via Strasbourg et Stuttgart) |
| Budapest  | Paris             | 13 h 25               | 10 h 30      | 1 670 km (Budapest Keleti pu - Paris-Est)                     |

La grande vitesse est en place sur l'ensemble du tronçon français, entre Vaires-sur-Marne, à 22,7 km de la gare de Paris-Est, et la gare de Vendenheim (près de Strasbourg). Les ICE circulent depuis le 10 décembre 2006 entre Munich et Vienne. Depuis le 9 décembre 2007, les TGV effectuent le trajet Paris – Munich, et depuis décembre 2008, les trains Railjet des Chemins de fer autrichiens relient Munich et Budapest.
Le meilleur temps pour effectuer le parcours Budapest – Paris était, en décembre 2012, de 15 h 25 min, avec le Railjet de Budapest à Munich, l'ICE de Munich à Stuttgart puis le TGV de Stuttgart à Paris. Une liaison presque aussi rapide (15 h 32 min) pouvait alors aussi s'effectuer avec le Railjet de Budapest à Zürich puis le TGV jusqu'à Paris.
En 2017, le meilleur temps de parcours entre Paris et Budapest est de 12 h 39 min en combinant ICE (Stuttgart), Eurocity (Salzburg), Railjet (Vienne) et Eurocity (Budapest), et de 13 h 25 min dans le sens Budapest – Paris. Avec un seul changement à Munich, il est possible de combiner un train Euronight de nuit Budapest-Munich avec un TGV Munich-Paris, le tout en 15 h 25 min.
En 2017, les trains Railjet directs Budapest-Munich mettent 6 h 49 min tandis que les TGV directs Munich – Paris mettent 5 h 42 min, soit un total de 12 h 31 min, mais les horaires ne conviennent pas à la correspondance entre eux. Des Railjet directs Budapest – Mannheim – Frankfurt circulent par ailleurs les vendredi, samedi et dimanche, effectuant le trajet en 10 h 7 min jusqu'à Mannheim et en 11 h 2 min jusqu'à Francfort, mais leurs horaires ne permettent pas, là encore, la correspondance vers Paris.

## Compléments